# Helma Lehmann
Helma Lehmann (n. 23 iunie 1953, Brandenburg an der Havel, Potsdam District⁠(d), RDG) este o canotoare ce a reprezentat Republica Democrată Germană, medaliată olimpică. A participat la o ediție a Jocurilor Olimpice (1976) în care a câștigat o medalie de aur.